# Discobola caesarea
Discobola caesarea är en tvåvingeart som först beskrevs av Osten Sacken 1854.  Discobola caesarea ingår i släktet Discobola och familjen småharkrankar. Arten är reproducerande i Sverige. Inga underarter finns listade i Catalogue of Life.